# Victòria Pagès
Victòria Pagès es una actriz española de teatro, cine, doblaje y televisión. Nacida en Barcelona. 

## Biografía
Descubrió el teatro en la escuela y estudió la carrera de Historia antes de dedicarse a la actuación. En la televisión debutó en el programa infantil ¡Matraca, no! i entonces, entró a formar parte del Club Super 3 con el personaje de Nets, papel que interpretó durante un año y tres meses. En el mismo canal dobló la voz de Josie en El món d'en Beakman, que se empezó a emitir en catalán el 1994.

### En la televisión
Actúa en Oh! Europa (1994) y en Oh! España (1996-1997) en el papel de Meritxell, en Sitges (1996-1997) en el papel de Cinta, en el Cor de la Ciutat (2000- 2009) como Carme Bosch i en Ventdelplà (2010) como Mercè, en la Sagrada Familia (2010 - 2011) como Dul, en Merlí (2015) como Aurèlia Bonet y en Nit i Dia (2016) como la jueza Olga Comas.

### En el teatro
Ha trabajado con directores como Joan Ollé en El jardín de los cinco árboles (2009), Nô (2010), Joan Maragall, la ley de amor (2010) o À la ville de... ¡Barcelona! (2012); con Ramon Simó i Vinyes en Escenes de una ejecución (2002) o Arcadia (2007), con la que fue galardonada con el Premio de la Crítica barcelonesa a la mejor interpretación; o Toni Casares en La sangre y El perro del Teniente (1999), entre otros. Formó parte de la Compañía del Teatro Romea dirigida por Calixto Bieito, donde participó en proyectos internacionales como Peer Gynt (2006), Tirant lo blanc (2007) o El Rey Lear (2004).  Ha actuado en el Teatro Nacional de Cataluña bajo la dirección de Joan Ollé en Doña Rosita la soltera o el lenguaje de las flores de Federico García Lorca y en Sueño de una noche de verano de William Shakespeare; de Lluís Homar en El arte de la comedia de Eduardo De Filippo y de Àngel Llàcer al musical Mucho ruido por nada de Shakespeare. En 2022 formó parte de la obra Obsolescencia programada, escrita por Anna Maria Ricart y dirigida por Mònica Bofill. 

### Doblaje
Ha doblado al catalán las voces de Audrey Hepburn (en películas como Desayuno con diamantes ), Meg Ryan (por ejemplo, en Tienes un e-mail ), Kristin Scott Thomas ( El paciente inglés ), Carrie-Anne Moss (en el personaje de Trinity de Matrix ), Halle Berry ( X-Men: La decisión final ), Amanda Peet ( 2012 ) y Olivia Colman .   En 1993, en La lista de Schindler puso voz a una de las prisioneras del campo de concentración de Płaszów. 